# 富士森星 (小惑星)

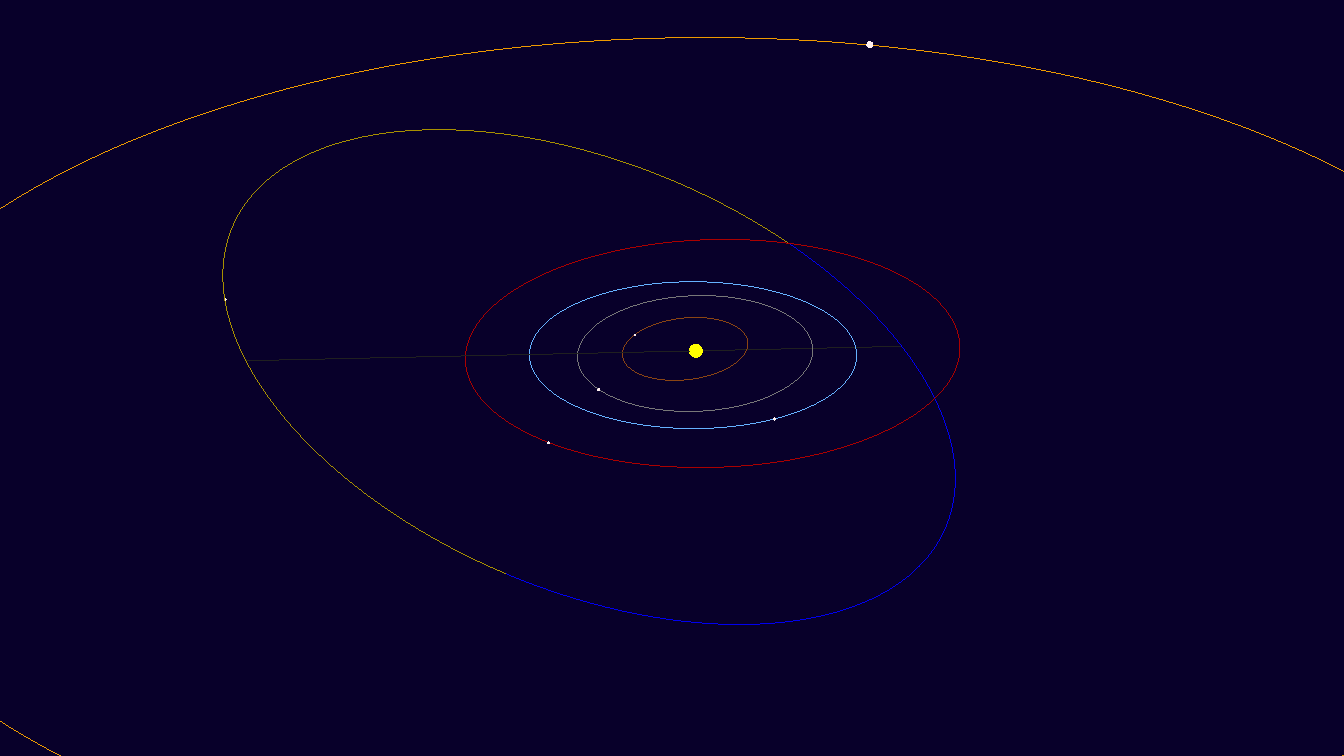
(22385) Fujimoriboshi の軌道

富士森星 (22385 Fujimoriboshi) は、長野県入笠山で平沢正規と鈴木正平によって1994年3月14日に発見された小惑星。約3.5年の周期で公転しており、近日点では火星軌道の内側まで入り込む火星横断小惑星である。

## 名前の由来
発見者の平沢が教鞭を執っていた東京都立富士森高等学校の70周年を記念して命名された。